# Marsum (Groningue)
Pour les articles homonymes, voir Marsum.
Marsum est un village de la commune néerlandaise d'Appingedam, situé dans la province de Groningue.